# دولة شعب الملح
دولة شِعب الملح هي فترة سيطرة الثوار الفلسطينيين على منطقة الخليل في ثورة 1936 حيث ادار الثوار بقيادة عبد الحليم الجولاني (الشلف) المنطقة المحررة، واستمرت هذه الدولة إلى أيار 1939.

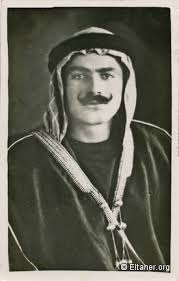
قائد الثوار الفلسطينين في منطقة الخليل ومنشئ دولة شعب الملح

## سبب التسمية
سميت بدولة «شعب الملح» نسبة للمنطقة التي أقيمة عليها القيادة للثوار في مدينة الخليل قرب المسكوبية وهي مكان مناسب للثورة حيث يقع غربي مدينة الخليل وفيه عدد من الجبال والوديان ومن الصعب على الإنجليز ملاحقة الثوار في تلك المنطقة لوعورتها وكثرة التعاريج الطبيعية فيها، وفي المنطقة عدد من المغر (مفردها مغارة) استعملها الثوار كسجن ومحكمة للثورة ومأوى للمجاهدين ومكان لحفظ السلاح. استمرت هذه الدولة إلى أيار 1939 حيث استعادت سلطات الانتداب البريطاني السيطرة على المنطقة بعد معارك عنيفة.